# 15-й гвардейский авиационный полк дальнего действия
15-й гвардейский авиационный Севастопольский Краснознамённый полк дальнего действия — воинская часть Вооружённых сил СССР в Великой Отечественной войне и в послевоенный период.

## История наименований полка
- 125-й бомбардировочный авиационный полк;
- 125-й скоростной бомбардировочный авиационный полк;
- 125-й авиационный полк дальнего действия;
- 15-й гвардейский авиационный полк дальнего действия (26.03.1943 г.);
- 15-й гвардейский авиационный Севастопольский полк дальнего действия (24.05.1944 г.);
- 15-й гвардейский авиационный Севастопольский Краснознамённый полк дальнего действия (19.08.1944 г.);
- 15-й гвардейский бомбардировочный авиационный Севастопольский Краснознамённый полк;
- 198-й гвардейский бомбардировочный Севастопольский Краснознамённый авиационный полк (21.12.1945 г.);
- 198-й гвардейский тяжёлый бомбардировочный Севастопольский Краснознамённый авиационный полк (1952 г.);
- 79-й гвардейский ракетный Севастопольский Краснознамённый полк (с 1960 г.).

## История и боевой путь полка
Приказом Наркома обороны СССР № 0138 от 26 марта 1943 года. 125-й авиационный полк дальнего действия преобразован в 15-й гвардейский авиационный полк дальнего действия.
В 1943 году полк произвёл 2425 боевых вылетов, сбросил на противника 22 438 бомб, общий налёт составил 9486 часов.

За отличные и умелые боевые действия полка, за доблесть и мужество, проявленные в боях за Севастополь, приказом НКО № 136 от 24 мая 1944 г. 15-му гвардейскому авиационному полку дальнего действия присвоено почётное наименование «Севастопольский».
Указом Президиума Верховного Совета СССР от 10 августа 1944 года за образцовое выполнение боевых заданий командования на фронте борьбы с немецкими захватчиками и проявленные при этом доблесть и мужество 15-й гвардейский Севастопольский авиационный полк награждён Орденом Красного Знамени.
15-й гвардейский авиационный полк дальнего действия Директивой Генерального Штаба № орг.10/315706 от 26 декабря 1944 года переименован в 15-й гвардейский бомбардировочный Севастопольский Краснознамённый авиационный полк, 4-я гвардейская авиационная Брянская дивизия дальнего действия, в которую входил полк преобразована в 14-ю гвардейскую бомбардировочную авиационную Брянскую дивизию, а 4-й гвардейский авиационный корпус дальнего действия, куда входила дивизия 29 декабря 1944 года преобразован в 4-й гвардейский бомбардировочный авиационный корпус.
Всего за 1944 год полк выполнил 1191 боевой вылет, из них 84 — на спецзадание, 148 — над территорией Венгрии, 150 — над территорией Румынии. Боевой налёт составил 5561 часов. В конце февраля 1945 года полк перебазировался на аэродром г. Мелец (Польша). В 1945 году полк выполнял боевые задачи по бомбардировке войск врага в г. Бреслау, а портах Данциге, Хель и Свинемюнде, на железнодорожных узлах Мирива Острава и Штеттин, на Зееловских высотах и в Берлине.

### Участие в операциях и битвах
- Курская битва — с 5 июля 1943 года по 23 августа 1943 года
- Смоленская операция — с 7 августа 1943 года по 2 октября 1943 года
- Белгородско-Харьковская операция[2] — с 3 августа 1943 года по 23 августа 1943 года
- Духовщинско-Демидовская операция — с 13 августа 1943 года по 2 октября 1943 года.
- Гомельско-Речицкая операция — с 10 ноября 1943 года по 30 ноября 1943 года.
- Крымская операция — с 8 апреля 1944 года по 12 мая 1944 года
- Воздушная операция против Финляндии — с 6 февраля 1944 года по 27 февраля 1944 года.
- Львовско-Сандомирская операция — с 13 июля 1944 года по 29 августа 1944 года.
- Ясско-Кишиневская операция — с 20 августа 1944 года по 29 августа 1944 года
- Будапештская наступательная операция[3] — с 26 декабря 1944 года по 13 февраля 1945 года.
- Нижне-Силезская операция[2] — с 8 февраля 1945 года по 24 февраля 1945 года.
- Восточно-Померанская операция[2] — с 20 февраля 1945 года по 4 апреля 1945 года.
- Балатонская оборонительная операция[3] — с 6 марта 1945 года по 15 марта 1945 года.
- Венская операция[2] — с 16 марта 1945 года по 15 апреля 1945 года.
- Берлинская операция[2] — с 16 апреля 1945 года по 8 мая 1945 года.

### Послевоенная история полка
15-й гвардейский бомбардировочный Севастопольский Краснознамённый авиационный полк 21 декабря 1945 года переименован в 198-й гвардейский бомбардировочный Севастопольский Краснознамённый авиационный полк. После реформирования 18-й воздушной армии 3 июня 1946 года полк перебазировался с аэродрома г. Мелец (Польша) на аэродром Кировоград, в феврале 1951 года — на аэродром Борисполь.
После получения новых самолётов Ту-4, оснащённые системой дозаправки топливом в воздухе и способные нанести ответные удары по передовым базам США в Западной Европе полк к своему наименованию получил дополнительное наименование «тяжёлый» и стал именоваться 198-й гвардейский тяжёлый бомбардировочный Севастопольский Краснознамённый авиационный полк.

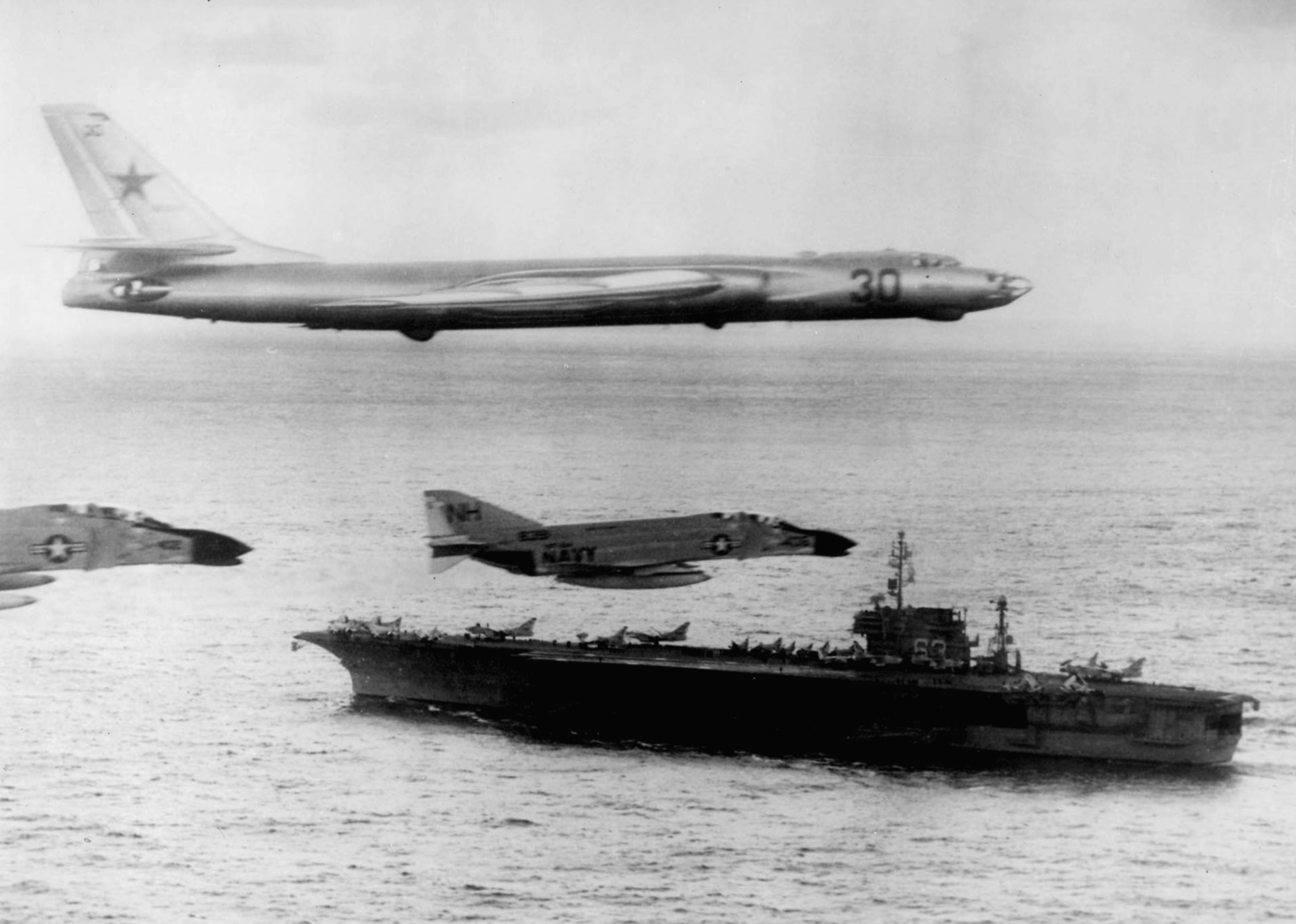
Самолёт Ту-16 возле авианосца Китти Хоук в сопровождении пары F-4E

С 1956 года полк переучился на новые самолёты — Ту-16, тяжёлый двухмоторный реактивный многоцелевой самолёт с возможностью доставки ядерных боеприпасов. В августе 1956 года 81-й гвардейский тяжёлый бомбардировочный авиационный Брянско-Будапештский корпус расформирован и полк в составе дивизии вошёл в прямое подчинение 43-й воздушной армии дальней авиации.
В связи со значительным сокращении Вооружённых Сил СССР дивизия была расформирована в июне 1960 года в соответствии с Законом Верховного Совета СССР «О новом значительном сокращении ВС СССР» от 15.01.1960 г., а 198-й гвардейский тяжёлый бомбардировочный авиационный полк расформирован вместе с дивизией на аэродроме Борисполь в 1960 году.
14 декабря 1960 года 79-му ракетному полку по преемственности вручается Боевое Знамя 198-го гвардейского бомбардировочного Севастопольского Краснознамённого авиационного полка, и полк получает новое наименование — 79-й гвардейский ракетный Севастопольский Краснознамённый полк.
Базирование после Великой Отечественной войны:
1945 — февраль 1951 года, г. Кировоград, Кировоградская область.
февраль 1951—1959 год, г. Борисполь, Киевская область

## Вооружение
СБ 1940-1942
B-25 1942-1950
Ту-4 1950-1956
Ту-16 1956-1959

## Подчинение
1940 - 25 июля 1941 - 13-я бомбардировочная авиационная дивизия
сентябрь 1941 - январь 1942 - 2-я смешанная авиационная дивизия
июль 1942 - 29 сентября 1942 - 222-я дальнебомбардировочная авиационная дивизия Резерва Верховного Главного Командования (222 дбад РВГК)
29 сентябрь 1942 - 26 марта 1943 - 222-я авиационная дивизия дальнего действия (222 ад дд)
26 март 1943 - 26 декабря 1944 - 4-я гвардейская авиационная дивизия дальнего действия (4 гад дд)
26 декабря 1944 - 1952 - 14-я гвардейская бомбардировочная авиационная дивизия
1952-1959 - 14-я гвардейская тяжёлая бомбардировочная Брянско-Берлинская Краснознамённая авиационная дивизия

## Почётные наименования
- 15-му гвардейскому авиационному полку дальнего действия Приказом НКО № 0137 от 27 мая 1944 года за отличие в боях при овладении  штурмом крепостью и важнейшей военно-морской базой на Чёрном море городом Севастополь в соответствии с Приказом ВГК присвоено почётное наименование «Севастопольский»[5].

## Отличившиеся воины полка
- Дудаков Александр Васильевич, гвардии майор, командир эскадрильи 15-го гвардейского бомбардировочного Севастопольского Краснознамённого авиационного полка 14-й гвардейской бомбардировочной Брянско-Берлинской Краснознамённой авиационной дивизии 4-го гвардейского бомбардировочного авиационного корпуса 18-й воздушной армии. Указом Президиума Верховного Совета СССР от 23 февраля 1948 года за образцовое выполнение заданий командования и проявленные мужество и героизм в боях с немецко-фашистскими захватчиками присвоено звание Героя Советского Союза со вручением ордена Ленина и медали "Золотая Звезда" (№ 8309).
- Козлов, Михаил Данилович, майор, заместитель командира 15-го гвардейского бомбардировочного авиационного полка 14-й гвардейской бомбардировочной авиационной дивизии 18-й воздушной армии. Указом Президиума Верховного Совета СССР от 23 февраля 1948 года удостоен звания Герой Советского Союза. Золотая Звезда № 8310.
- Павкин Иван Михайлович, гвардии майор, командир эскадрильи 15-го гвардейского бомбардировочного Севастопольского Краснознамённого авиационного полка 14-й гвардейской бомбардировочной Брянско-Берлинской Краснознамённой авиационной дивизии 4-го гвардейского бомбардировочного авиационного корпуса 18-й воздушной армии. Указом Президиума Верховного Совета СССР от 23 февраля 1948 года за образцовое выполнение боевых заданий командования на фронте борьбы с немецко-фашистскими захватчиками и проявленные при этом отвагу и геройство присвоено звание Героя Советского Союза со вручением ордена Ленина и медали «Золотая Звезда» (№ 8311).
- Щербаков Сергей Васильевич, гвардии майор, штурман эскадрильи 15-го гвардейского бомбардировочного Севастопольского Краснознамённого авиационного полка 14-й гвардейской бомбардировочной Брянско-Берлинской Краснознамённой авиационной дивизии 4-го гвардейского бомбардировочного Гомельского авиационного корпуса 18-й воздушной армии. Указом Президиума Верховного Совета СССР от 15 мая 1946 года за образцовое выполнение заданий командования и проявленные мужество и героизм в боях с немецко-фашистскими захватчиками присвоено звание Героя Советского Союза со вручением ордена Ленина и медали "Золотая Звезда" (№ 9073).
- Яловой Фёдор Степанович, майор, штурман 15-го гвардейского авиационного полка дальнего действия 4-й гвардейской авиационной дивизии дальнего действия 4-го гвардейского авиационного корпуса дальнего действия авиации дальнего действия Указом Президиума Верховного Совета СССР от 5 ноября 1944 года удостоен звания Герой Советского Союза. Золотая Звезда № 5129.